# V488 Возничего
V488 Возничего (лат. V488 Aurigae) — одиночная переменная звезда в созвездии Возничего на расстоянии (вычисленном из значения параллакса) приблизительно 2836 световых лет (около 870 парсеков) от Солнца. Видимая звёздная величина звезды — от +12,2m до +9,9m.

## Характеристики
V488 Возничего — красная пульсирующая переменная звезда, мирида (M:) спектрального класса M. Эффективная температура — около 3285 K.